# 'Mamphono Khaketla
'Mamphono Khaketla, née le 5 mars 1960, est une mathématicienne lésothienne, femme politique, sénatrice et ministre, notamment ministre des finances de mars 2015 à juin 2017.

## Biographie
Khaketla est née à Maseru le 5 mars 1960 de Benett Makalo et 'Masechele Caroline Ntseliseng Khaketla. Son père est un romancier, un journaliste, un homme politique et un ancien ministre, ainsi que le principal actionnaire de la Mohlabani Property Company,. Sa mère est une enseignante et une femme de lettres, l'une des premières femmes à être publiées au Lesotho,.
Elle effectue ses études primaires et secondaires à Maseru, avant de prolonger ses études à l'Université nationale du Lesotho à partir de 1980. Elle obtient également un doctorat à l'Université de Wisconsin en 1991. Sa thèse est intitulée "An analysis of the Lesotho Junior Certificate Mathematics Examination and its impact on instructions".
Elle devient maître de conférences en mathématiques à l'école nationale de formation des enseignants à partir de 1981 jusqu'en 1995, puis directrice adjointe de l’établissement. Elle travaille ensuite à l'Institut de la Gestion du Développement du Lesotho et Botswana, de 1996 à 2001, avant de devenir  directrice du Centre d'études comptables.
Elle est nommée sénatrice par le Premier Ministre Pakalitha Mosisili en 2002 et  Ministre de la Communication, de la Science et de la Technologie à partir de 2002, jusqu'en 2004. Lors de l'élection de 2007, elle perd son siège, mais est élue à l'Assemblée Nationale, figurant sur la liste du parti du Congrès du Lesotho pour la démocratie  dans le cadre d'un scrutin à la proportionnelle.
En 2007, elle est nommée ministre de l'éducation et de la formation, dans un gouvernement dirigé par Pakalitha Mosisili, et le reste jusqu'en 2012. Cette année-là, à la suite des élections législatives, Pakalitha Mosisili doit se retirer par le jeu d'une coalition constituée par son rival, Tom Thabane. Le 30 mars 2015, elle redevient ministre des Finances, dans le gouvernement du premier ministre Pakalitha Mosisili, revenant au pouvoir.
En novembre 2015, elle préside la 102e session du conseil des ministres des Pays d'Afrique, Caraïbes et Pacifique.
En juillet 2016, elle est accusée d'avoir sollicité des pots-de-vin, dans une affaire dont l'instruction est en cours. Elle rejette ces allégations,. En juin 2017, elle perd son poste de ministre lorsque le gouvernement de Pakalitha Mosisili est contraint de se démettre, à la suite des élections législatives.

## Publications
- Thomas A. Romberg, Linda Wilson et Mamphono Khaketla, « An examination of six standard mathematics tests for grade eight », National Center for Research in Mathematical Sciences Education,‎ 1989
- T. A. Romberg, L. Wilson et M. Khaketla, « The alignment of six standardized tests with the NCTM standards », National Summit on Mathematics Assessment convened by the Mathematical Sciences Education Board,‎ 1989
- Thomas A. Romberg, Linda Wilson, 'Mamphono Khaketla et Silvia Chavarria, Mathematics Assessment and Evaluation: Imperatives for Mathematics Educators, SUNY Press, 1992 (lire en ligne), « Curriculum and Test Alignment », p. 61–74